# Теорія підкріплення
Теорія підкріплення (англ. reinforcement theory) — згідно з цією теорією поведінка людини пояснюється навколишнім середовищем і, отже, не потрібно шукати пізнавальних пояснень. Теорія покладається на концепцію закону ефекту: поведінка, яка має позитивні наслідки, швидше всього повторюється, а поведінка, яка має негативні наслідки, - ні.
Найбільш відомий підхід до теорії підкріплення іноді називається оперативною умовною теорією чи біхевіоризмом, який був заснований психологом Б.Ф. Скіннером.

## Суть теорії підкріплення
У модифікації поведінки працівника є чотири типи підкріплення, щоб допомогти менеджерам вплинути на поведінку: 
- позитивне підкріплення;
- негативне підкріплення;
- загасання;
- покарання.

Позитивне підкріплення і негативне підкріплення направлені на посилення поведінки, у той час як загасання і покарання фокусуються на послабленні поведінки. Встановлено, що позитивне підкріплення і прискорення надихають ріст індивіда, тоді як негативне підкріплення і покарання виховують незрілість людей і, отже, згубно впливають на всю організацію.
Теорія підкріплення робить акцент на використанні позитивного підкріплення, щоб надихати бажану поведінку. При вивченні позитивного підкріплення вчені відкрили, що різні способи нагородження впливають на час, необхідний для вивчення нової поведінки, і ступінь збереження поведінки. Ці різні зразки називаються розкладом підкріплення і визначають час для позитивного підкріплення. 
Два основих типи розкладу підкріплення включають нагородження бажаної поведінки кожен раз, коли вона має місце. Це може бути похвала за правильно виконане завдання. цей тип підкріплення дуже часто є ефективним і застосовується до початкового процесу навчання, але стає нудним і непрактичним на тривалий час.
Далі, бажана поведінка схильная припинятися майже негайно, якщо підкріплення не продовжується.
Альтернатива часткового розкладу підкріплення припускає нагородження бажаної поведінки з певними перервами, а не кожен раз, коли вона зустрічається.
За частковим розкладом бажана поведінка може нагороджуватися більш часто для натхнення поведінки на початку навчального процесу і менш - пізніше.
існує чотири типи часткових розкладів підкріплення: 
1) фіксований інтервал підкріплення застосовується через кожні Х хвилин; 
2) фіксований коефіцієнт підкріплення, коли посилювач забезпечується після фіксованої кількості повторень бажаної поведінки, а не згідно з фіксованим розкладом часу; 3) змішаний інтервал підкріплення, коли посилювач встановлюється по коливаючому, випадковому розкладу навколо деякого середнього періоду часу; 
4) змішаний коефіцієнт підкріплення, коли підсилення використовується після коливаючої, випадкової кількості повторень бажаної поведінки.